# Claudio Silvestrin
Claudio Silvestrin (Zurigo, 5 settembre 1954) è un architetto e designer italiano naturalizzato britannico.

## Biografia
Ha studiato a Milano sotto la guida di A G Fronzoni per poi trasferirsi alla Architectural Association di Londra.
Dal 1986 al 1988 ha lavorato con John Pawson allo studio associato Pawson Silvestrin Architects e nel 1989 ha fondato la Claudio Silvestrin Architects, con uffici prima a Londra e poi a Milano dal 2006.
Considerato uno dei maestri del minimalismo contemporaneo  e apprezzato da architetti e designer di risonanza mondiale come Terence Conran, è conosciuto per le atmosfere serene e le forme semplici e assolute della sua architettura e degli interni che progetta..
Il Museo d'arte contemporanea della Fondazione Sandretto Re Rebaudengo di Torino da lui progettato è stato valutato da esperti e critici come una struttura dotata di una propria connotazione artistica.
Nel 2006 ha cofondato ClaudioSilvestrinGiulianaSalmaso Architects, una società che si dedica ai concorsi di architettura.

## Opere principali
- Villa Neuendorf, Maiorca, Spagna 1991
- Giorgio Armani store, immagine mondiale dal 1999 al 2004
- Museo d'Arte Contemporanea - Fondazione Sandretto Re Rebaudengo, Torino, Italia 2002
- Donnelly Gallery - residence, Irlanda, 2002
- Victoria Miro Private Collection Space, Londra, 2006
- Rocca Sinibalda Castle, Rocca Sinibalda (Italy), 2006-2014
- Fashion Mall Torino Outlet Village, Settimo Torinese, Italia 2017

## Premi ricevuti
- 2003 Artib Award
- 2003 Contract World Award
- 2003 Medaglia D'oro per l'Architettura Italiana alla Triennale di Milano
- 2005 International Award Architecture in Stone
- 2005 Travel+Leisure Magazine Design Awards
- 2005 Wallpaper Magazine Design Awards
- 2008 Archip - Domus (Russia) magazine award
- 2009 Chicago Athenaeum International Architectural Award
- 2014 Chicago Athenaeum International Architectural Award for the restoration of the Rocca Sinibalda Castle

## Scritti
- Franco Bertoni, Claudio Silvestrin, Birkhäuser 1999 ISBN 0817661050 ISBN 978-0817661052
- AA VV Sacred Spirit numero monografico di Interni (Italia) n. 567, Dic. 2006
- Claudio Silvestrin, Eye Claudio - Claudio Silvestrin progetti e scritti, Viabizzuno edizioni 2008
- Claudio Silvestrin, L'immaterialità del materiale - monografia con introduzione di Franco Bertoni e postcritto di Germano Celant, Allemandi 2011